# Omán turizmusa
Omán az Arab-félszigeten fekvő ország. Az ománi turizmus jelentősen nőtt a 21. században, és egy 2013-as jelentés azt jósolta, hogy ez lesz az egyik legnagyobb iparág az országban. 2019-ben Omán mintegy 4,1 millió látogatót vonzott a világ minden tájáról, ami hatalmas növekedés a 2017-es 3,1 millióhoz képest.

## Jellemzők
Omán számos turisztikai látnivalóval rendelkezik, különösen a kulturális turizmus területén. Az amerikai útikönyv-kiadó, a Lonely Planet 2012-ben Maszkatot uazás szempontjából a világ legjobb városának választotta  és 2012-ben az arab turizmus fővárosának választották.

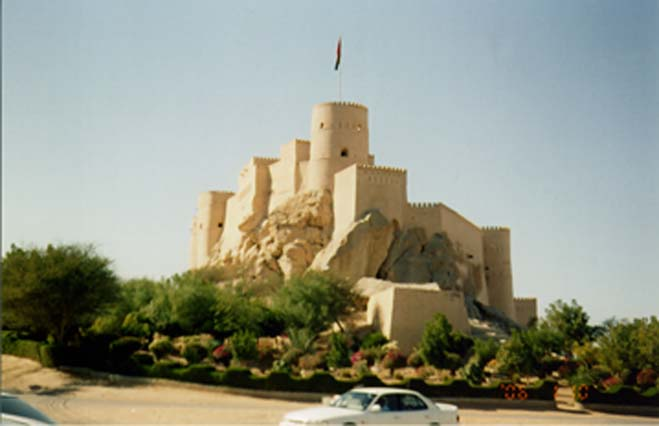
Nakhali erődítmény Omanban

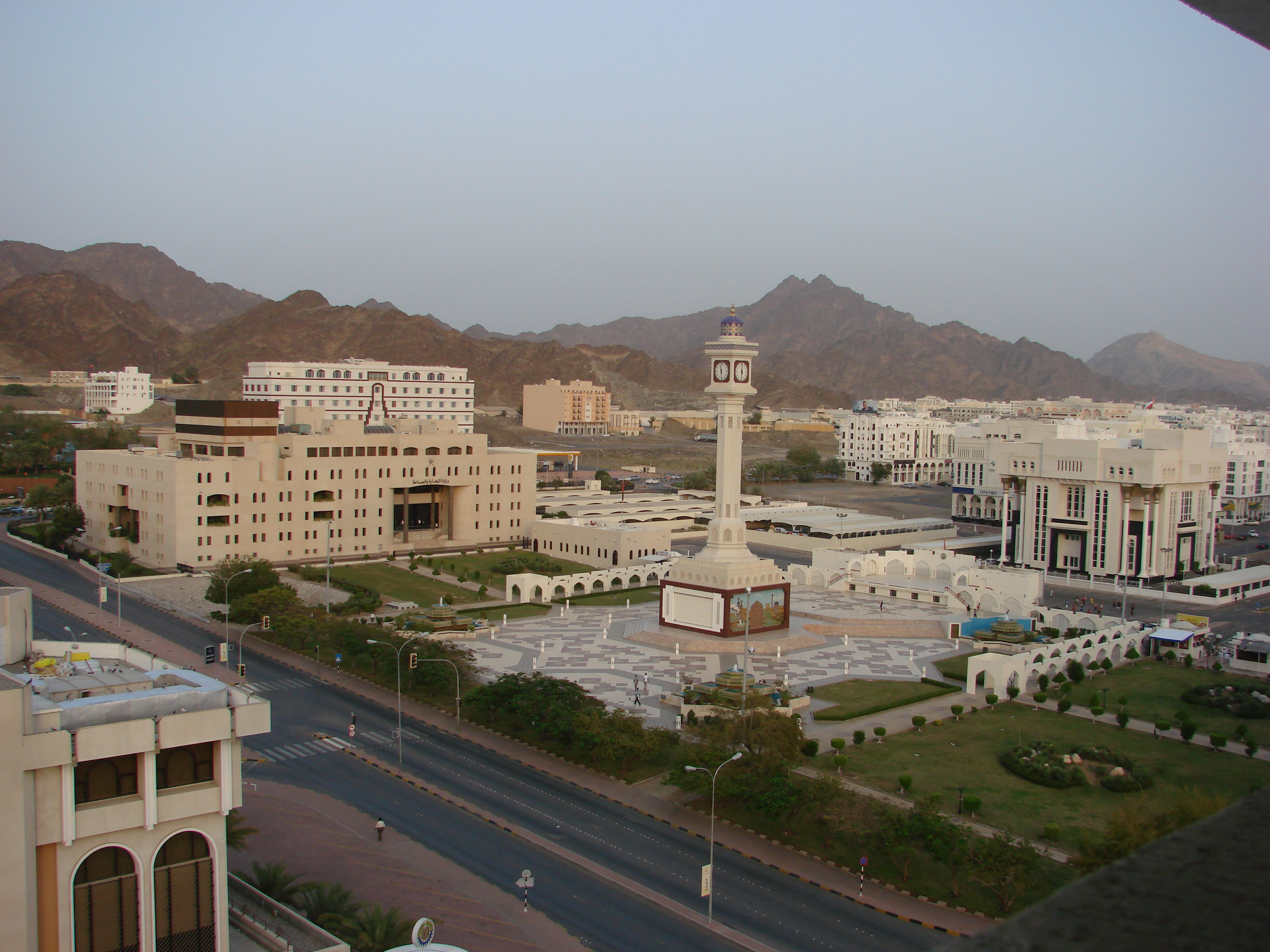
Omani kereskedelmi központ

A Perzsa-öböl menti országok közül Omán turisztikai kínálata az egyik legszínesebb. A többi előbb említett országnál gazdagabb a történelmi múltja. A kulturális turizmus mellett a főbb vonzerőket az ökoturizmus, a kalandturizmus, valamint az üdülőturizmus köré lehet csoportosítani.
A szultánságban nagy hangsúlyt helyeznek a hagyományok  megőrzésének, illetve a környezet fenntarthatóságának biztosítására. Igyekeznek a tömegturizmus káros hatásait elkerülni!
A nagy területű ország az Arab-félsziget délnyugati csücskén három tenger partján terül el (Perzsa-öböl, Ománi-öböl és az Indiai-óceán).
A Masira-szigeten található nemzeti park (Ra’ s al Hadd Teknős-rezervátum) Az ország fekvésének köszönhetően itt keresztezik egymást Európa Ázsia és Afrika madárvonulási útjai, amely az ornitológusok „Mekkájává” teszik Ománt.
Az ország négyötöd részét sivatag borítja, de találhatók itt 3000 méter feletti hegyek is. Népszerűek a vádik, az időszakos vízfolyások völgyei, amelyek trópusi vegetációjukkal idilli környezet a túrázóknak.
Az itt ezer éve működő, és használatos öntöző- és vízszállító rendszerek (Falajrendszer) részei a kulturális örökségnek. A Hormuzi-szoros és fölé emelkedő Musandam-félsziget, valamint az Ománi-Öböl partvidéke a történelem során nagy stratégiai fontossággal rendelkezett.
Itt találhatók az Arab-félsziget (Bahla az UNESCO világörökség része, Maszkat Nizva).
A tengerparti üdülés szerelmeseinek 1.700 km hosszú tengerpart nyújt lehetőségeket. Mindezekhez kitűnő minőségű infrastruktúra járul.
1970-ben 12 km kövezett úttal rendelkezett, addig ma a 35000 km úthálózatából 10000 km éjjel is kivilágított gyorsforgalmi út, amelyet állandóan öntözött, üde növényzet szegélyez.

## Látnivalók csoportosítva

### Tájak, természet
- Magas hegyek és mély völgyek a Hadzsarban, Jabal al-Achdar és Jabal Shams közelében
- A Jabal Mischt közel 1000 méter magas délkeleti oldala különleges kihívást jelent a hegymászók számára
- Homoksivatag magas dűnékkel: Wahiba Sands
- Wadi Bani Chalid, egy vádi színes hegyekkel
- Musandam

### Erődök
- al-Hazm erőd
- Nakhal erődje egy sziklán található
- Jabrin palotája
- Hisn Tamah, Bahla helyreállított erődje
- Nizwa erőd

### Piacok
- A Matrah fővárosi souk a legnagyobb választékkal rendelkezik, nagyon élénk és hangulatos.
- Nizwa piaca nagyrészt újonnan épült. Az állatpiac péntekenként zajlik.
- Ibrán szerdánként van a női piac, ahol főleg nők kínálják termékeiket.

### Érdekes városok és kerületek
- Az Ibra központjától körülbelül öt kilométerre fekvő al-Minzafában sok hagyományos ház található.
- Mana régi központját városfal veszi körül; A vályogházak ugyan szétesnek, de még mindig jó képet mutatnak az egykori életről.
- A Matrah hangulata , különösen a Corniche-n a régi kereskedőházakkal.
- Sur kikötőváros az egyetlen Ománban, amely régi stílusában igazán élénk városi hangulatot áraszt.

### Növényzet
- Tömjénfák Dhofarban
- Datolyapálmák minden oázisban

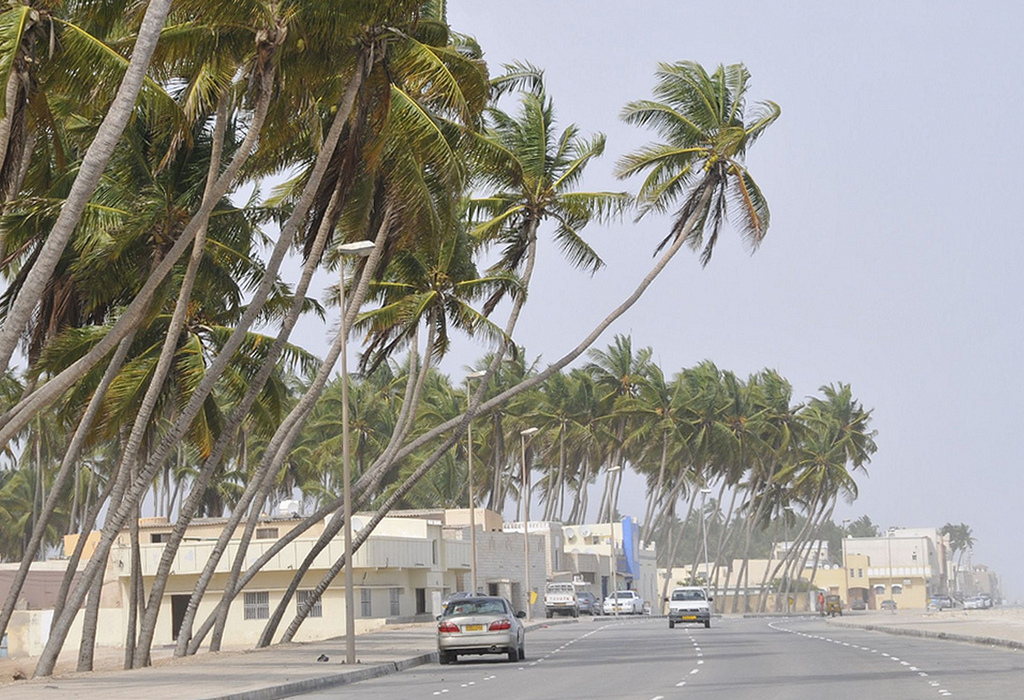
Al hafa Corniche, Szalála környékén

- Kókuszpálmás tengerpart több helyen délen, Szalála régiójában

### vadvilág
- Arab Oryx vadrezervátum
- Teknősök a tengerparton Ras al-Haddtól délre, Ras al-Jinz közelében
- Delfinek a partoknál
- Dhofar és Ras al-Hadd lagúnáiban sok madár figyelhető meg

### strandok
Omán nem éppen fürdőország. Bár sok fürdőzésre elméletileg alkalmas hely található, ahol lehet úszni, szinte nincs fürdő infrastruktúra, mivel a helyi lakosság a strandokat általában nem használja fürdőzésre. A strandok, mint találkozók helye vagy a kocogás vagy focizás helyszínei népszerűek a helyiek körében.
- Yiti nagy strandja egy gyönyörű hegyi tájon található a főváros közelében.
- Dhofarban, a Khor Rori lagúna előtt van egy gyönyörű, sziklákkal körülvett strand.

## Statisztika
Az Öbölmenti-államokat leszámítva azok az országok, amelynek állampolgárai közül a legtöbben érkeztek Ománba 2013-ban. (A vendégmunkások is benne.):
| No. | Ország             | Szám   |
| --- | ------------------ | ------ |
| 1   | India              | 244786 |
| 2   | Egyesült Királyság | 133529 |
| 3   | Pakisztán          | 67893  |
| 4   | Németország        | 55126  |
| 5   | USA                | 53165  |
| 6   | Franciaország      | 40253  |
| 7   | Egyiptom           | 28541  |
| 8   | Olaszország        | 26063  |